# Superliga (damvolleyboll, Kroatien)
Superliga är den högsta serien för volleyboll i Kroatien och avgör vilka som blir kroatiska mästare. Serien har funnits sedan Kroatien blev självständigt. Då Kroatien innan dess var en del av Jugoslavien var den högsta serien Prva liga. 

## Resultat per säsong
| Från 1991 till och med 2016 gick serien under flera olika namn |                   |                   |                   |
| 1991-92 mer information                                        | HAOK Mladost      | ŽOK Dubrovnik     | ŽOK Rijeka        |
| 1992-93 mer information                                        | HAOK Mladost      | ŽOK Rijeka        | OK Pula           |
| 1993-94 mer information                                        | HAOK Mladost      | ŽOK Rijeka        | OK Pula           |
| 1994-95 mer information                                        | HAOK Mladost      | OK Pula           | ŽOK Rijeka        |
| 1995-96 mer information                                        | HAOK Mladost      | ŽOK Rijeka        | OK Pula           |
| 1996-97 mer information                                        | ŽOK Dubrovnik     | ŽOK Rijeka        | -                 |
| 1997-98 mer information                                        | ŽOK Dubrovnik     | -                 | ŽOK Rijeka        |
| 1998-99 mer information                                        | ŽOK Rijeka        | OK Kaštela        | OK Dubrovnik      |
| 1999-00 mer information                                        | ŽOK Rijeka        | OK Kaštela        | OK Pula           |
| 2000-01 mer information                                        | OK Kaštela        | ŽOK Rijeka        | HAOK Mladost      |
| 2001-02 mer information                                        | HAOK Mladost      | ŽOK Split 1700    | OK Kaštela        |
| 2002-03 mer information                                        | HAOK Mladost      | OK Velika Gorica  | OK Pula           |
| 2003-04 mer information                                        | HAOK Mladost      | OK Velika Gorica  | ŽOK Rijeka        |
| 2004-05 mer information                                        | HAOK Mladost      | OK Velika Gorica  | ŽOK Rijeka        |
| 2005-06 mer information                                        | HAOK Mladost      | ŽOK Rijeka        | OK Šibenik        |
| 2006-07 mer information                                        | ŽOK Rijeka        | OK Kaštela        | ŽOK Osijek        |
| 2007-08 mer information                                        | ŽOK Rijeka        | ŽOK Osijek        | OK Pula           |
| 2008-09 mer information                                        | ŽOK Rijeka        | ŽOK Vukovar       | ŽOK Split 1700    |
| 2009-10 mer information                                        | ŽOK Rijeka        | ŽOK Split 1700    | HAOK Mladost      |
| 2010-11 mer information                                        | ŽOK Rijeka        | ŽOK Vukovar       | ŽOK Split 1700    |
| 2011-12 mer information                                        | ŽOK Rijeka        | ŽOK Split 1700    | OK Pula           |
| 2012-13 mer information                                        | ŽOK Rijeka        | OK Velika Gorica  | OK Poreč          |
| 2013-14 mer information                                        | HAOK Mladost      | OK Kaštela        | OK Poreč          |
| 2014-15 mer information                                        | OK Poreč          | HAOK Mladost      | OK Marina Kaštela |
| 2015-16 mer information                                        | HAOK Mladost      | OK Marina Kaštela | OK Poreč          |
| Sedan 2016 kallas serien Superliga                             |                   |                   |                   |
| 2016-17 mer information                                        | OK Marina Kaštela | HAOK Mladost      | -                 |
| 2017-18 mer information                                        | HAOK Mladost      | OK Marina Kaštela | -                 |
| 2018-19 mer information                                        | HAOK Mladost      | OK Kaštela        | -                 |
| 2020-21 mer information                                        | HAOK Mladost      | OK Marina Kaštela | -                 |
| 2021-22 mer information                                        | HAOK Mladost      | OK Marina Kaštela | -                 |

## Resultat per klubb
| Klubb             | Antal titlar | Vunna säsonger |
| ----------------- | ------------ | --- |
| HAOK Mladost      | 16           | 1991-92, 1992-93, 1993-94, 1994-95, 1995-96, 2001-02, 2002-03, 2003-04, 2004-05, 2005-06, 2013-14, 2015-16, 2017-18, 2018-19, 2020-21, 2021-22 |
| ŽOK Rijeka        | 10           | 1998-99, 1999-00, 2000-01, 2006-07, 2007-08, 2008-09, 2009-10, 2010-11, 2011-12, 2012-13                                                       |
| OK Dubrovnik      | 2            | 1996-97, 1997-98 |
| OK Poreč          | 1            | 2014-15 |
| OK Marina Kaštela | 1            | 2016-17 |